# کومسومولسکی (شهرستان میاکینسکی، باشقیرستان)
کومسومولسکی (انگلیسی: Komsomolsky, Miyakinsky District, Republic of Bashkortostan) یک شهرک در شهرستان میاکینسکی استان باشقیرستان کشور روسیه است.